# Iglesia de Nuestra Señora de la Asunción (Montesa)

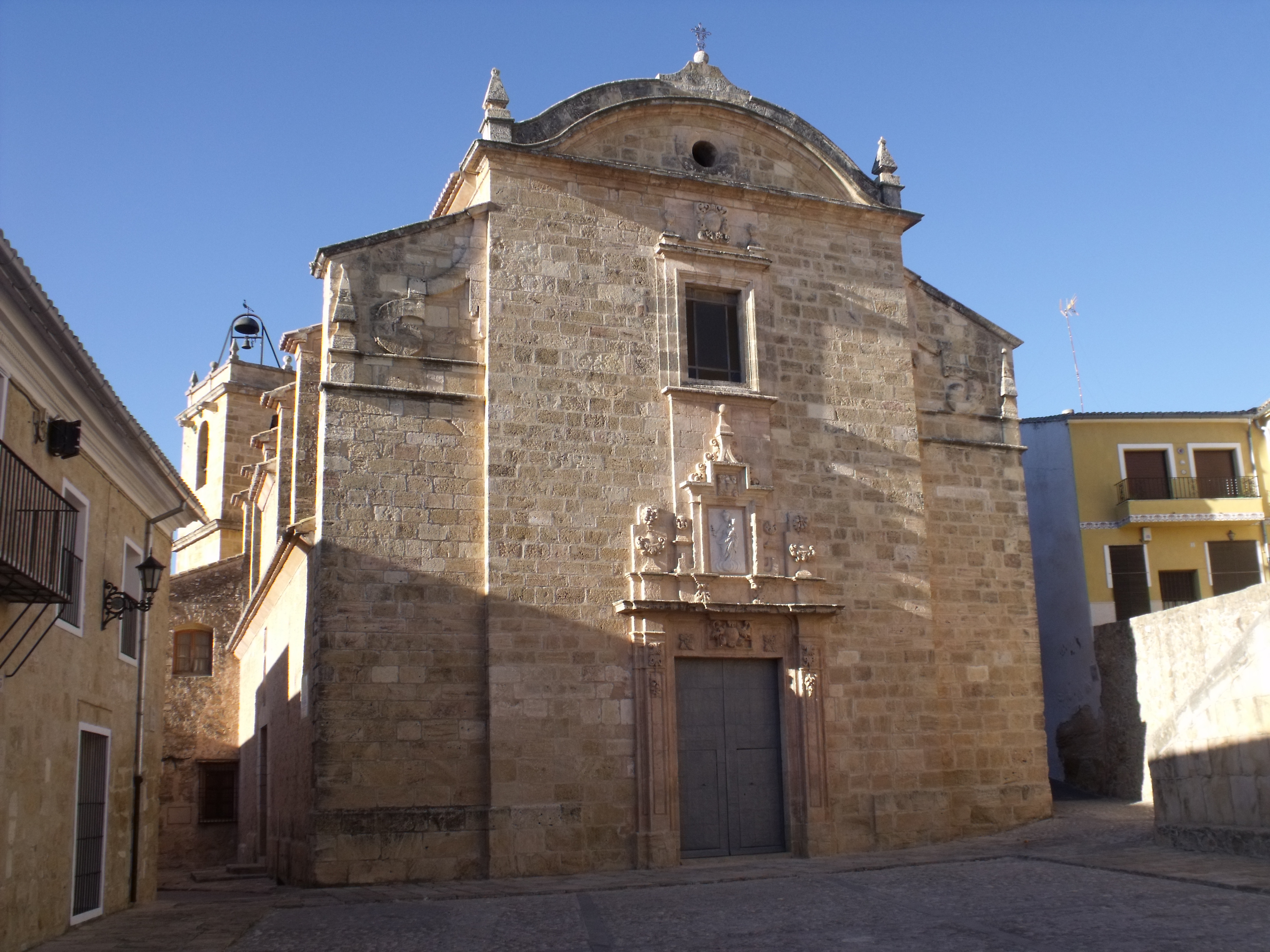
Fachada de la plaza de la Vila

La iglesia parroquial de Nuestra Señora de la Asunción es un templo católico situado en la plaza de la Vila, en el municipio español de Montesa (Valencia). Es Bien de Relevancia Local con identificador número 46.23.174-001.

## Historia
La construcción del edificio fue decidida el 23 de mayo de 1686, debido al mal estado en el que se encontraba el templo anterior. De aquel se conservó la torre campanario, edificada a finales del siglo XVI o principios del XVII, y que es por ello la parte más antigua del actual templo. Los planos se encargaron a Juan Aparicio, quien en aquel momento era maestro de obras de la colegiata de Játiva. La primera piedra se colocó el 19 de febrero de 1693 y las obras acabaron hacia 1702.
La construcción se financió mediante impuestos en especie (un treintavo de la producción de algarrobas y aceitunas, así como una fracción algo menor de la de trigo), donaciones comprometidas ante notario por algunos vecinos, limosnas que se recogían semanalmente entre los vecinos y entre los tres hornos de la población, y finalmente mediante la aportación de trabajo por parte de los vecinos.
La piedra de la fachada se trajo de una cantera junto al camino de Enguera y las tejas procedían de Lorcha, una población también perteneciente a la Orden de Montesa. El coste de edificación se calculó en 2500 libras, frente a 1500 que habría costado la rehabilitación del anterior templo. El periodo de ejecución se había calculado inicialmente en cinco años, pero fue finalmente de nueve.
El proceso de construcción se llevó a cabo de forma que la mitad de la antigua iglesia fue derruida en un principio y sobre ella se construyó la primera mitad de la nueva. La piedra de los arcos del viejo templo, así como su pavimento se reaprovecharon. En octubre de 1696 ya se había construido la primera mitad. En 1699 la obra quedaba a falta de ejecutar la cobertura del templo, pero ya no se tenían fondos para la obra y había una deuda de 230 libras. Finalmente se consiguió financiar la finalización del edificio con préstamos de vecinos de Montesa.
Los terremotos de 1748 afectaron la estructura de la iglesia. Durante las obras que se llevaron a cabo como consecuencia, se suprimió la mayor parte de la decoración barroca. Durante la primera mitad del siglo XIX se redecoró de nuevo el espacio interno del templo, finalizándose este proceso en 1857.
A inicios del siglo XXI se realizó un proceso de restauración del edificio por partes. En 2002 se recuperó el órgano, en 2003 se pintó el interior de la nave y en 2004 se restauró la fachada.

## Descripción
El templo es un edificio exento, de una sola nave, con capillas laterales entre los contrafuertes, comunicadas entre sí por arcos de medio punto.

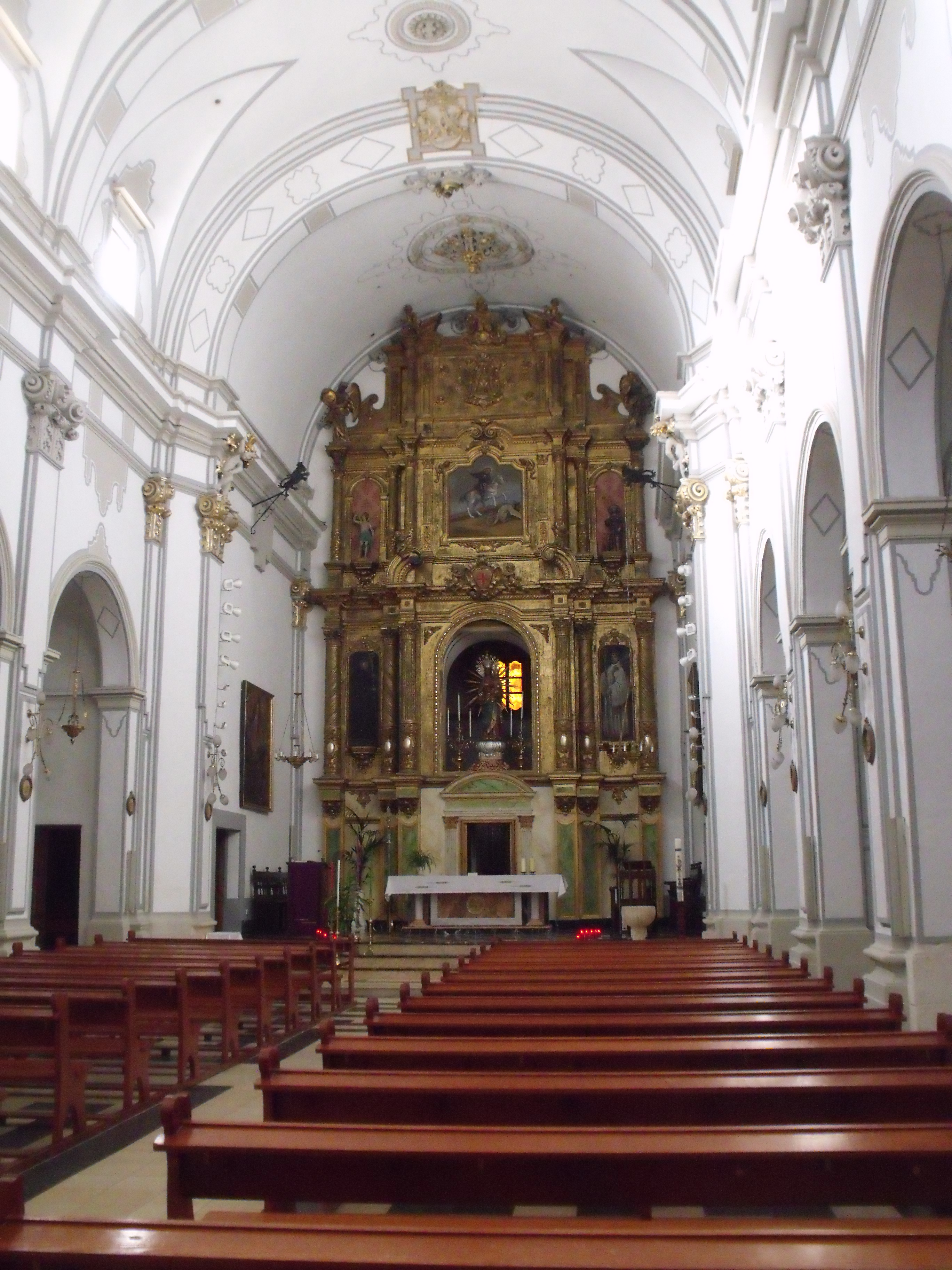
Nave única de la iglesia.
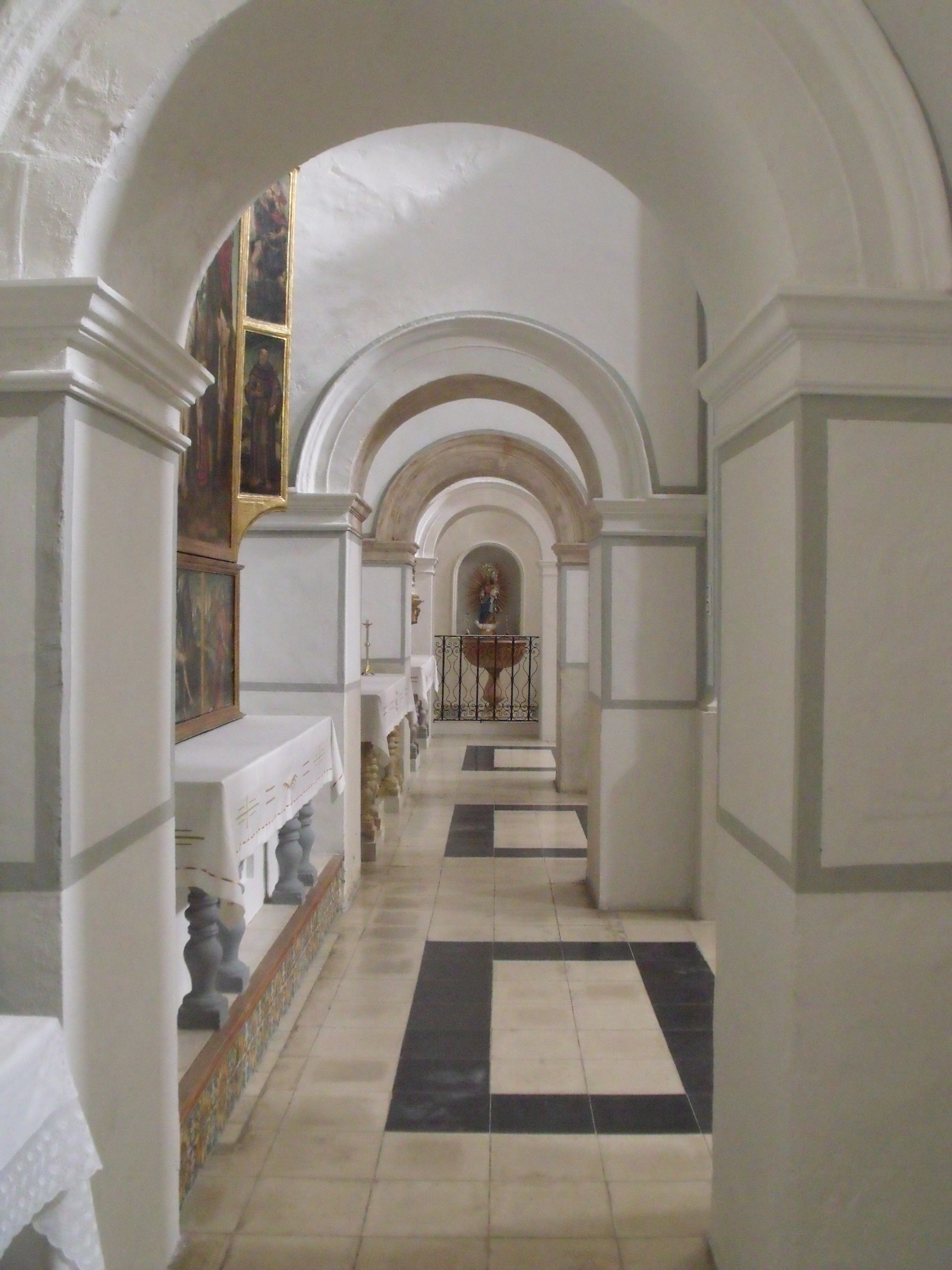
Naves laterales de la derecha.
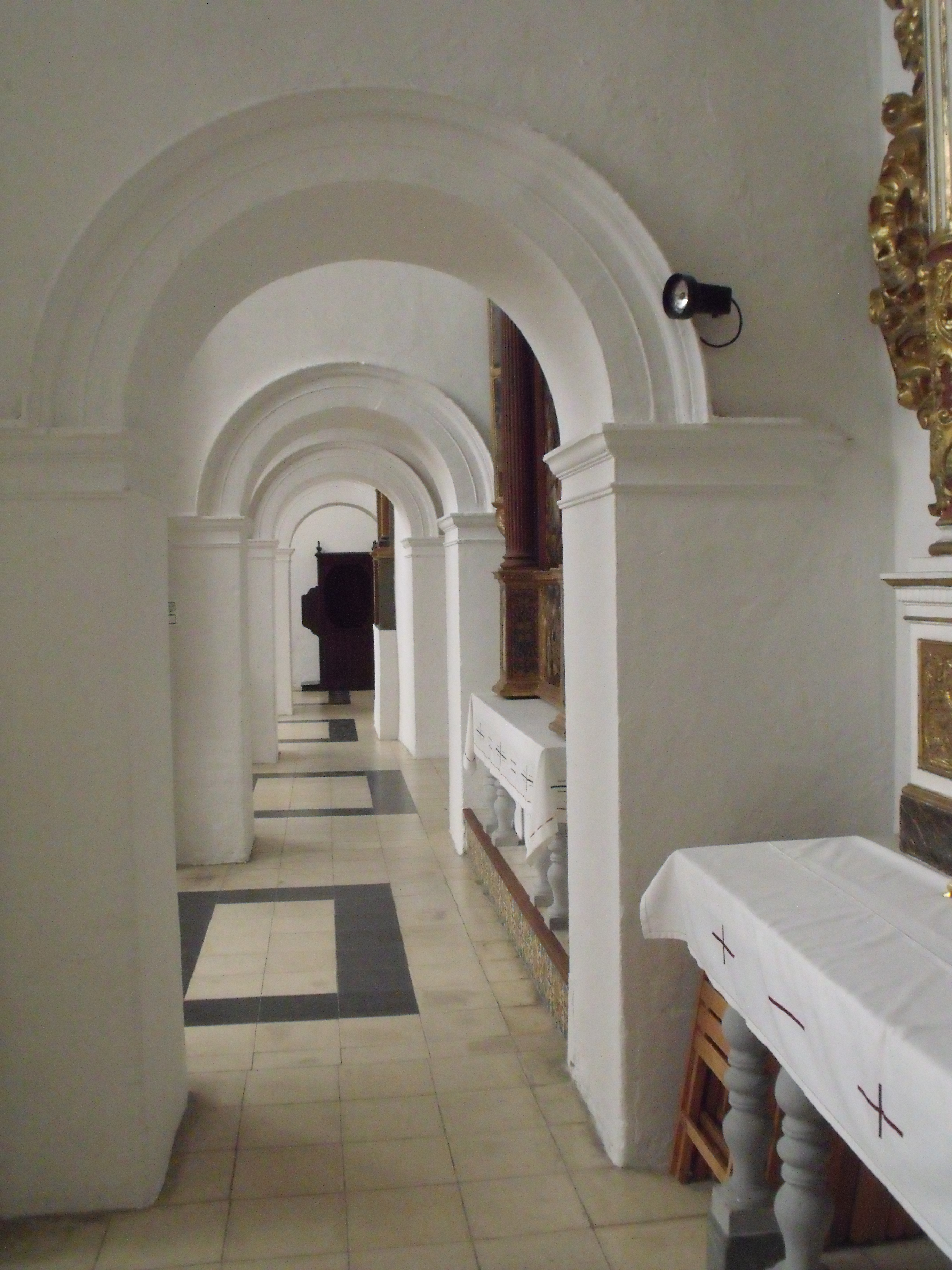
Naves laterales de la izquierda.

La decoración interior era originalmente de estilo barroco, basada en ángeles, hojas de acanto y numerosos y variados elementos de talla, según la ornamentación habitual en las iglesias valencianas del último tercio del XVII. Esta ornamentación solo permanece en la capilla del trasagrario, ya que el resto del edificio fue redecorado en 1857 en estilo neoclásico.

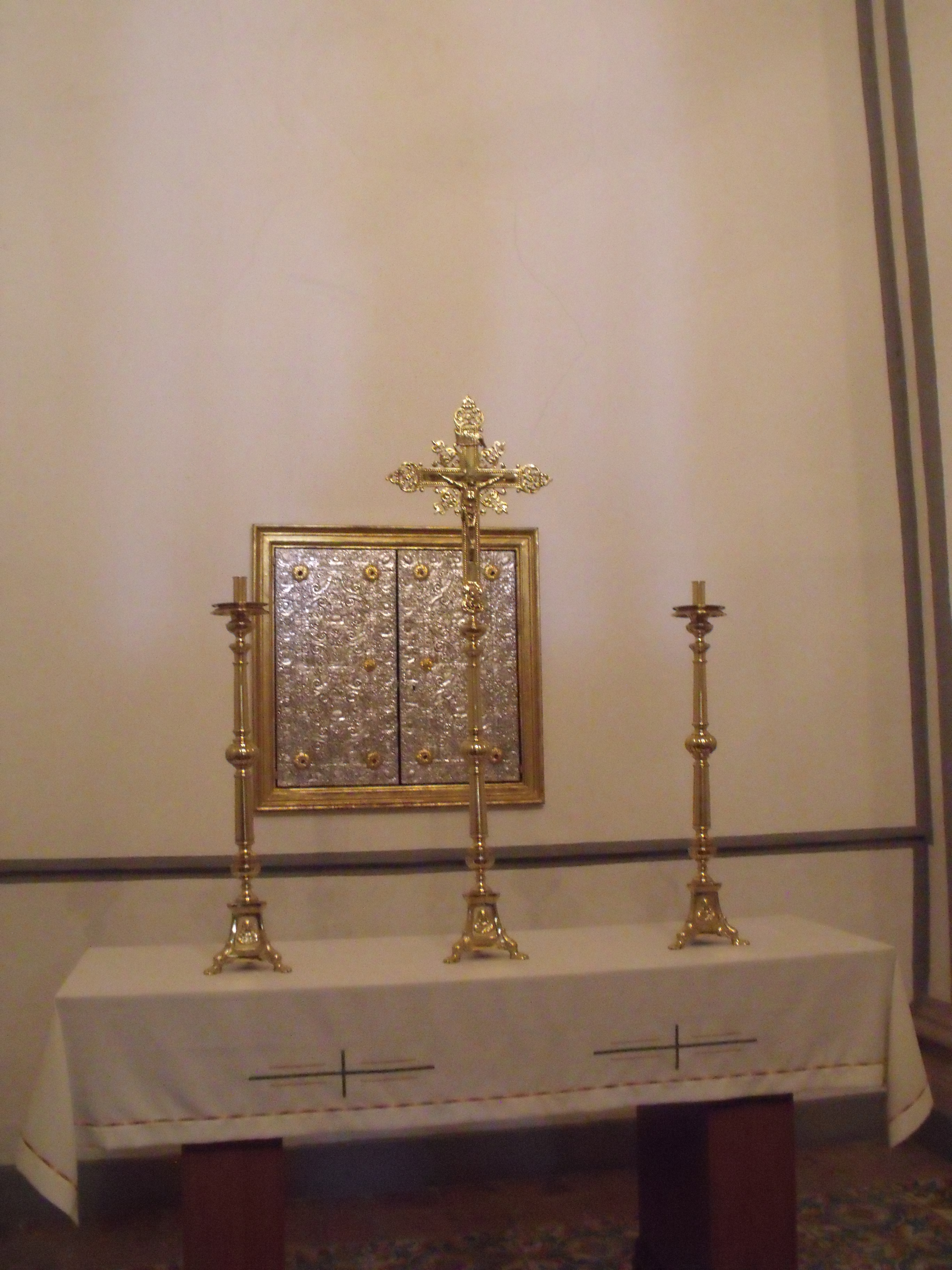
sagrario del trasagrario
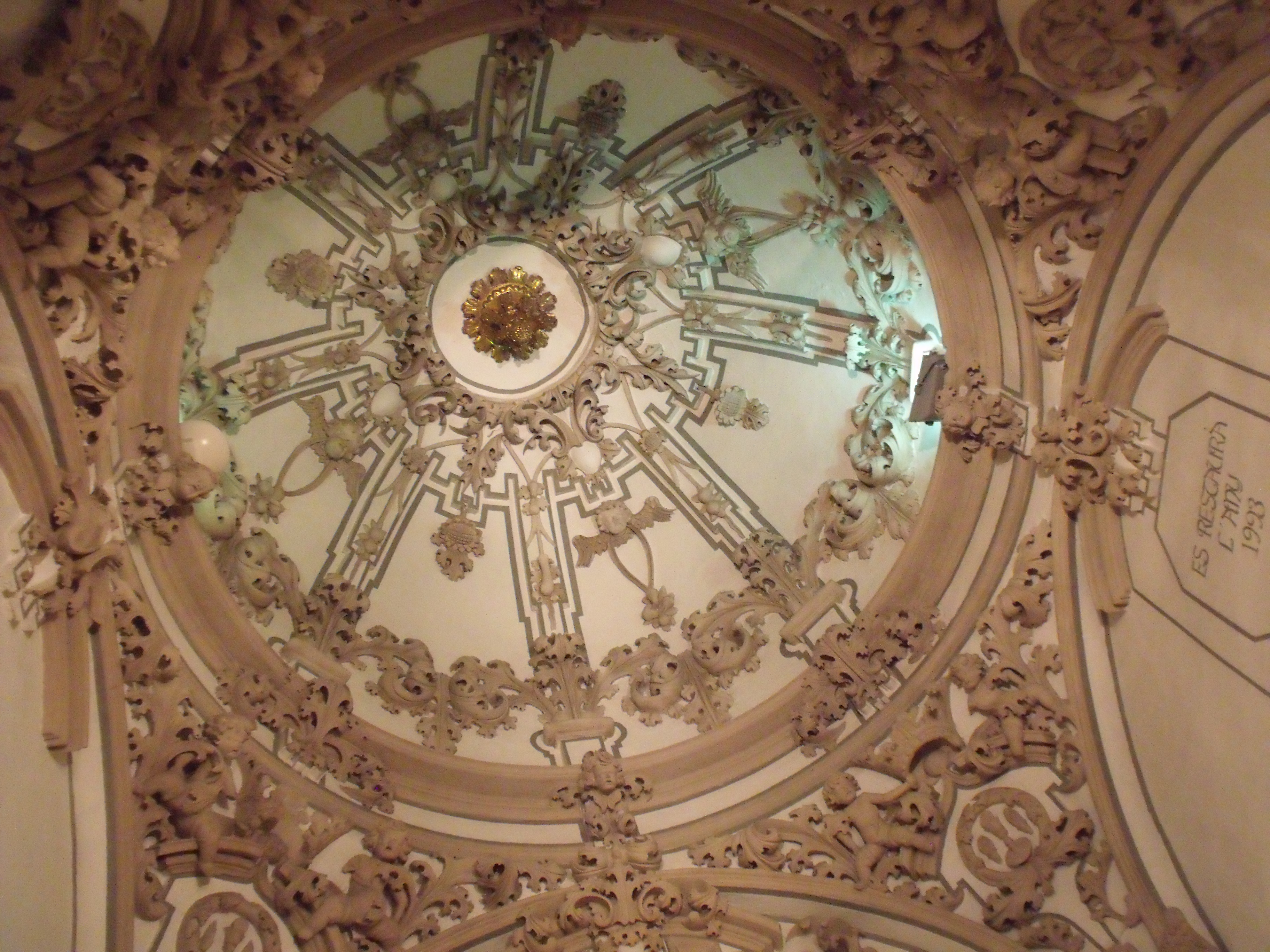
detalle cúpula trasagrario
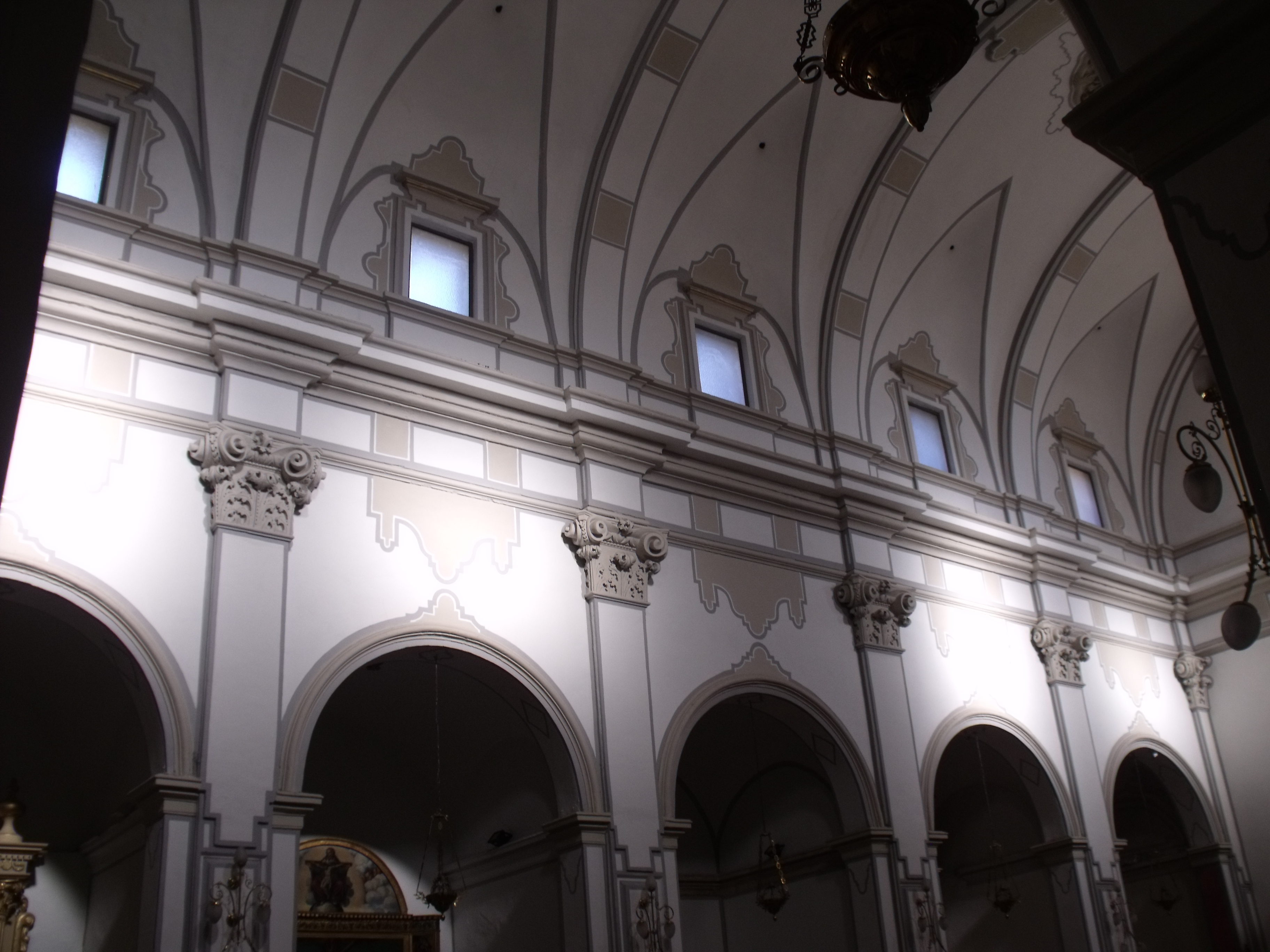
detalle iluminación por lunetos.
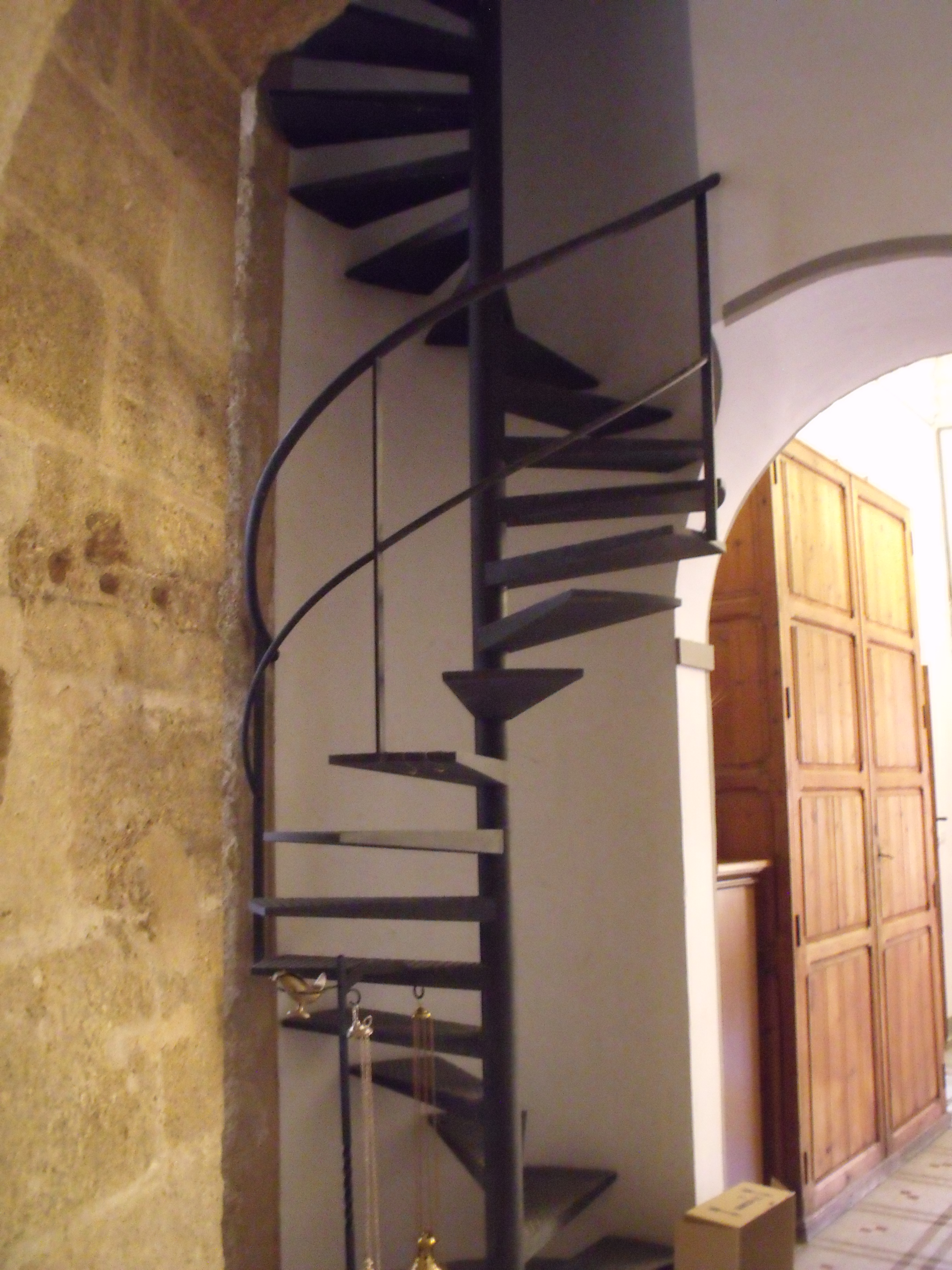
escalera interior subida a la torre campanario.

El campanario está construido íntegramente en piedra.

### Fachada
La amplia fachada muestra una portada-retablo de estructura adintelada y decoración barroca. En la hornacina central hay un altorrelieve  de mármol  con la imagen de la Virgen de Montesa.  La puerta de entrada está revestida mediante planchas metálicas claveteadas con motivos repujados.
La imagen de la Virgen fue dañada en la Guerra Civil. En 1989 se restituyeron algunas partes que se habían encontrado entre escombros. Otros daños se restauraron en 2004, en una restauración mayor. También se restauró la puerta.

## Órgano

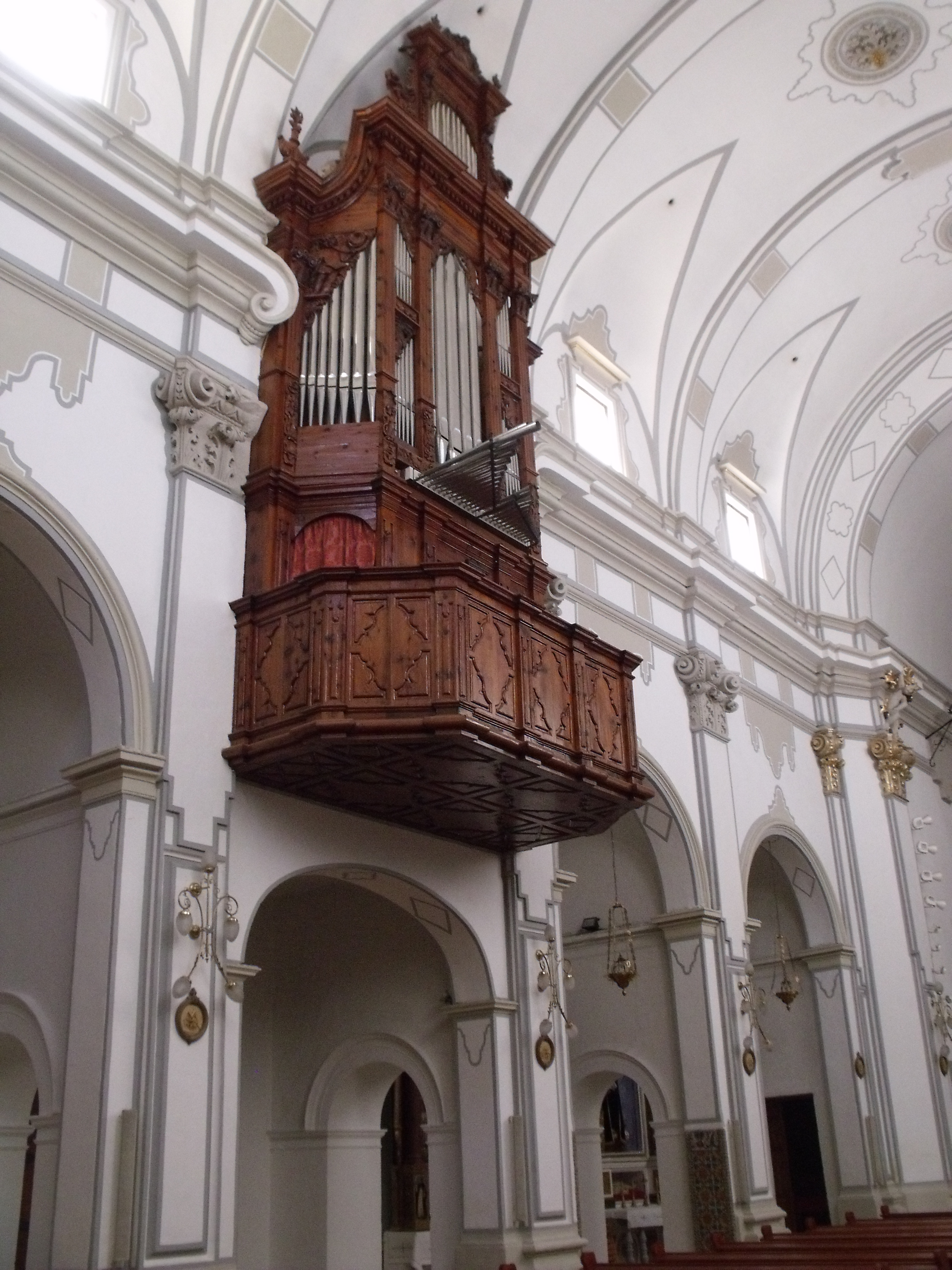
Órgano en 2014

El actual es el cuarto órgano con el que ha contado la parroquia de Montesa. Cuando en 1539 se contrató la fabricación de un órgano a los navarros Pedro y Gaspar de Orna, se convino que el pago sería 96 libras y el instrumento que ya poseía la parroquia en aquel momento. En 1592, el visitador instó al cambio de instrumento por necesidades del culto, lo que llevó a la adquisición en 1596 de uno nuevo, obra de Agustín Comalada. Este órgano duraría lo que el viejo templo y desapareció con los derribos de 1693 - 1702.
El actual órgano de la iglesia fue encargado el 11 de noviembre de 1743 a Martín de Usarralde y Letegui, organero de Valencia. El instrumento debía entregarse inicialmente para el 13 de junio de año siguiente, pero se terminó para el 15 de agosto -fiesta de la Asunción. El precio acordado fue de setecientas libras, trescientas por adelantado y el resto a plazos durante ocho años.
La caja es barroca, elaborada en madera procedente de la provincia de Cuenca. Está tallada formando una serie de casetones polilobulados en el balcón y ornamentada por pilastras acanaladas rematadas por capiteles corintios, con la parte inferior decorada con máscaras antropomorfas. En el frente de la caja aparecen áligas, leones rampantes y ángeles.
Durante la Guerra Civil de 1936 sufrió daños, fundamentalmente por el desmontaje de los tubos, vendidos por 1050 pesetas. Sin embargo se conservó el secreto, la caja de vávulas y canales de aire que conectan los tubos. Además se conservó el contrato original del instrumento, que se hallaba en el Archivo del Reino de Valencia. Con estos elementos físicos y documentales pudo reconstruirse la máquina.
En 1984, la rotura de los arcos entre los contrafuertes y la cubierta permitió la entrada de agua, que produjo daños directos a la caja del órgano así como otros consecuencia de la acción sobre el edificio. Las imágenes que se disponen del órgano a finales del siglo XX muestran la caja sin tubos. Las descripciones de esa época indican que además de faltar los tubos, teclados y algunos otros elementos, otras piezas estaban desmontadas.
El órgano fue restaurado en 2001 y en las primeras décadas del siglo XXI sigue en uso tanto litúrgico como para la realización de conciertos y grabaciones.

### Características técnicas
Consta de un teclado de octava semicorta (47 notas) partido entre el do 25 y do#26. La zona izquierda corresponde a los bajos y la derecha a los tiples. En los bajos faltan el do# 2 y el re# 4.
Consta de un total de 1165 tubos, de los que 22 son de madera. El metal es de un conjunto de aleaciones de estaño y plomo, que es de un 70% de estaño para la fachada, un 60% para la batalla, trompeta real y resto de principales (talla estrecha) y un 40% para los nasardos (talla ancha), corneta y tapados (violón).